# خصوبة التربة

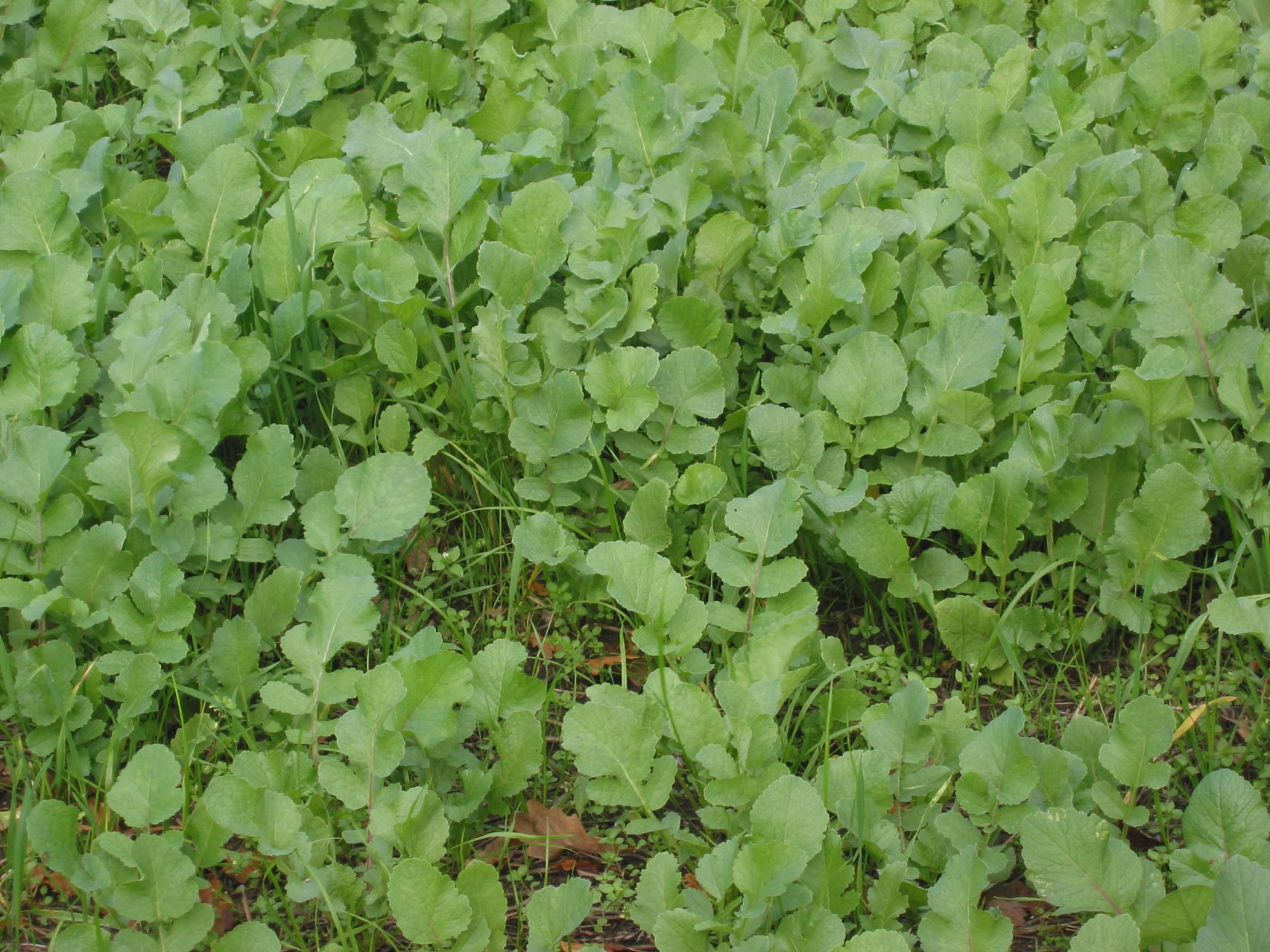

خصوبة التربة مصطلح يستخدم للدلالة على مدى الإنتاج النباتي الذي يمكن أن توفره التربة تحت ظروف إنتاجية معينة. يمكن تقسيم خصوبة التربة إلى ثلاثة مستويات: فيزيائية وكيميائية وحيوية.

## مستويات خصوبة التربة

### خصوبة فيزيائية
تعتمد الخصوبة الفيزيائية على قوام التربة وبنيتها وعمقها ونوعية المادة المعدنية المكونة لها.

### خصوبة كيميائية
يقصد بالخصوبة الكيميائية احتواء التربة على العناصر الغذائية اللازمة لنمو النباتات.

### خصوبة حيوية
الخصوبة الحيوية هي مقدار نشاط كائنات التربة وحيواناتها، وهذا النشاط يحدد مدى تحول العناصر من أشكالها العضوية إلى أشكالها المعدنية القابلة للامتصاص من قبل النبات. يؤدي نشاط حيوانات التربة مثل ديدان الأرض إلى تهوية التربة وتحسين خصوبتها الفيزيائية (بنيتها).

## العوامل الخارجية المؤثرة على خصوبة التربة
تكونت التربة بفعل عوامل التجوية (من رياح وأمطار وشمس وحرارة وزلازل) التي حتت الصخور وأنتجت حبيبات صغيرة يمكن أن تحتفظ بالماء والعناصر المعدنية وتوفرها للنبات. أدت البراكين أيضًا إلى اندفاع الرماد والمعادن إلى سطح الأرض من باطنها، فأصبحت في متناول النبات.
تؤثر كمية الأمطار السنوية والحرارة والرطوبة الجوية على خصوبة التربة لأنها تسمح للصفات الكامنة في التربة أن تظهر، فالتفاعلات الكيميائية والحيوية تنشط في بيئة رطبة وحارة وينتج عنها زيادة في المواد الغذائية الموضوعة تحت تصرف النباتات. وأهم العوامل الخارجية:

### درجة الحرارة
إن انخفاض درجة الحرارة انخفاضاً شديداً في المناطق الجبلية يعطل نشاط الكائنات الحية في التربة حيث يبطئ تحول الأوراق وبقايا النباتات فتتراكم فوق سطح التربة مكونة طبقة سميكة من المادة العضوية غير المتحللة.
وبالعكس ففي المناطق ذات درجة حرارة متوسطة على مدار السنة فإن تحول المواد العضوية يكون سريعاً نظراً لنشاط الكائنات الحية وينتج عنها نوع من الدبال الذي يختلط مع عناصر التربة ويحسن من صفات التربة الفيزيائية والكيميائية وبالتالي يحسن من شروط التغذية المائية والمعدنية في النباتات.

### كمية الأمطار
إن كمية الأمطار السنوية التي تهطل في منطقة ما لها أهمية كبرى في إظهار خصوبة التربة ففي المناطق الجافة لا تظهر خصوبة التربة إلا بعد ريها بالماء الكافي. فالخصوبة في المناطق الجافة يمكن أن تكون كامنة في التربة فلا تظهر إلا إذا توفرت لها المياه ففي المناطق الجافة حيث توجد الأراضي الخصبة مع توفر الحرارة والضوء تلاحظ أنه عندما يوجد فيها الماء اللازم فإنها تنتج محصولاً وافراً، لا تنتجه أراضي المناطق الرطبة إلا ببذل مجهود كبير ونفقات كثيرة. وتلعب كمية المطر أيضًا دورًا في تشكل التربة وتجويتها. يمكن للأمطار أيضاً أن تغسل العناصر الغذائية مثل النيتروجين من التربة.
وبما أن المزارع لا يستطيع أن يسيطر على العوامل الخارجية، فإنه يلجأ لزيادة الخصوبة بالاهتمام بتحسين العوامل الداخلية المتعلقة بصفات التربة الكيميائية والفيزيائية والبيولوجية.

## العوامل الداخلية المؤثرة على خصوبة التربة
تتفاعل العوامل الداخلية فيما بينها لتكون خصوبة التربة. فالخصوبة لا ترتبط بغنى التربة بالكاتيونات والأنيونات الضرورية لتغذية النباتات والقابلة للامتصاص من قبل النبات مباشرة فقط وإنما ترتبط أيضاً بعوامل أخرى لاتقل عنها أهمية مثل حالة التربة الفيزيائية والتهوية وعمق التربة ونسبة الحصى والحجارة والطبوغرافية والنشاط البيولوجي وتوفر الماء في التربة وسهولة امتصاصه ونوع الدبال ونوع الصخرة الأم، أي أن خصوبة التربة تتعلق بالخواص الفيزيائية والكيميائية والبيولوجية والطبوغرافية للتربة معاً.
وفيما يلي العوامل الداخلية التي تحدد خصوبة التربة:

### سعة التبادل
تعتمد درجة خصوبة التربة على سعة التبادل، أو بتعبير آخر نسبة المواد الغروية وخاصة المركبات الدبالية التي تشكل مايسمى بمركب الادمصاص. يؤدي ازدياد سعة التبادل إلى تحسين التغذية المعدنية عند النباتات، فبالإضافة إلى كونه مصدراً للتغذية المعدنية فإن الدبال يحسن صفات التربة الفيزيائية فيوفر وسطاً ملائماً لنمو جذور النباتات، وللتغذية المائية لها ويؤثر بصورة غير مباشرة أيضاً على التغذية المعدنية للنباتات.
إن العناصر المدمصة من قبل مركب الادمصاص (مثل الكاتيونات المعدنية الفوسفور) تشكل المصدر الرئيسي للتغذية المعدنية للنباتات فقد دلت الأبحاث الحديثة أنه يوجد تبادل بين الكاتيونات H+ المدمصة من قبل الشعيرات الماصة والكاتيونات المعدنية المدمصة من قبل مركب الادمصاص، ومن هنا يتضح لنا أهمية مركب الادمصاص في خصوبة التربة. إن الأراضي الرملية التي تتميز بسعة تبادل ضعيفة لفقرها بالمواد الفروية هي قليلة الخصوبة، كما أنها لا تحتفظ بخصوبتها إلا لمدة بسيطة من الزمن، حيث تضيع الأسمدة في الأتربة الرملية بواسطة الانغسال.

### مجموع الكاتيونات المعدنية القابلة للتبادل
تؤدي زيادة الكاتيونات المعدنية القابلة للتبادل في مركب الادمصاص وبصورة خاصة الكالسيوم ومغنيسيوم والبوتاسيوم إلى ارتفاع تركيز العناصر الغذائية المقابلة للامتصاص من قبل النباتات.

### نسبة الكاتيونات المعدنية في التربة
يجب أن تكون الكاتيونات الضرورية لتغذية النباتات متوفرة في التربة بشكل متوازن، فزيادة كاتيون معين، C++ مثلاً يمكن أن يؤدي إلى التقليل من امتصاص كاتيون آخر، ومن جهة أخرى فإنه يمكن أن يخلق بين الكاتيونين نوعاً من التضاد بحيث أن ازدياد نسبة أحدهما يمنع امتصاص الآخر من قبل جذور النباتات.
ففي الأراضي الكلسية يوجد غالباً تضاد بين عنصري المغنيسيوم والكالسيوم، وكذلك نجد تضاداً بين هذين الكاتيونين في الأراضي الغنية بالمغنيسيوم، ففي هذه الحالة يخف امتصاص الكالسيوم من قبل جذور النباتات. وفي الأراضي التي تكون فيها نسبة كاتيون البوتاسيوم (+K) أكبر من Ca++ أو Mg++ فإنه يحدث تضاد يقلل من امتصاص الجذور للكاتيونين Ca++ و Mg++. لقد بينت أبحاث العلماء الحديثة أن أفضل نسبة للكاتيون Ca++ القابل للتبادل تتراوح بين 70-75% من مجموع الكاتيونات المعدنية. وإن ازدياد نسبة الكلس الفعال في التربة يؤدي إلى تثبيت البوتاسيوم كما تقلل أيضاً من امتصاص الفوسفور والحديد لتحويلهما إلى أشكال قليلة الذوبان.

### المادة العضوية
تلعب المادة العضوية في التربة دوراً أساسي في خصوبة التربة لأنها تحسن الصفات والخواص الفيزيائية والكيميائية للتربة، وهذا الدور يختلف حسب طبيعة التربة. ففي الترب الخفيفة (التربة الرملية)، تؤدي زيادة نسبة المادة العضوية إلى زيادة تماسك حبيبات التربة وتحسين قدرتها على الاحتفاظ بالماء. أما في الترب الثقيلة (التربة الطينية) فتؤدي زيادة المادة العضوية إلى خلخلتها وتهويتها وتحسين نفاذيتها للجذور والهواء والماء.

### بنية التربة
تؤثر بنية التربة (بالإنجليزية: Soil structure)‏ بشكل محوري على تغلغل الجذور في داخل التربة وانتشارها بحثًا عن الماء والمواد المعدنية المغذية للنبات. ولبناء التربة دور هام في تحسين نفاذية وتهوية التربة، فالتربة ذات البناء الجيد تسهل التغذية المعدنية والمائية للنباتات. فالتربة التي تحتوي على دبال كلسي وعلى غضار كلسي يكون بناؤها جيد والتغذية المعدنية والمائية عند النباتات سهلة.
فلو كانت التربة غنية بالعناصر الغذائية المعدنية وكان بناؤها سيئا (كأن تكون منضغطة أو متراصة كتيمة لا ينفذ إليها الماء والهواء إلا بصعوبة) فإنها تكون غير ملائمة لنمو المزروعات، ولا تعطي مردوداً جيدًا، وهكذا هي الأتربة التي تحتوي على دبال صودي وغضار صودي (حالة الأتربة المالحة والقلوية) فهذه الأراضي تحتاج لاستصلاح لإعادة الخصوبة الكامنة فيها.

### قوام التربة
قوام التربة (بالإنجليزية: Texture)‏ هو عبارة عن التركيب الميكانيكي للتربة، أي نسب المواد المعدنية التي تتألف منها التربة من طين وطمي ورمل ناعم ورمل خشن وحصى أحياناً.
تدعى الأتربة الطينية التي تتميز بوجود نسبة عالية من الطين أكثر من 45% (الأتربة الثقيلة) وهي صعبة الفلاحة ولها قوة التصاق كبيرة بينما تكون الأراضي الرملية ذات القوام الخشن خفيفة ضعيفة الالتصاق ولكنها سهلة الفلاحة.
للأراضي الغنية جداً بالسلت وخاصة السلت الناعم والسلت الناعم جداً قوام خاص يكون في الغالب سيئاً تماماً,. ففي هذه الأراضي تكون نسبة الغرويات المعدنية عادة قليلة حتى تسمح بتشكيل حبيبات التربة Agreyats التي تحسن من قوامها هذا. وإن الحبيبات السلتية معدومة الخواص الغروية ولكنها ناعمة لدرجة يمكنها أن تسد كل الفراغات الموجودة داخل التربة سواء كانت كبيرة أم صغيرة فتقلل من تهوية التربة ومن قابليتها للنفاذية وبالتالي من خصوبة التربة، يمكن للأراضي الطينية أو الرملية أن تتحسن وبالتالي من خصوبة التربة، يمكن للأراضي الطينية أو الرملية أن تتحسن إذا أضيف لها مواد عضوية حيث يساعد على تحسين قوامها.

### عمق التربة
كلما ازداد عمق التربة ازدادت المساحة التي تنتشر فيها الجذور، فتزيد بذلك كمية المواد الغذائية الممتصة من قبل النباتات. إن عمق التربة يعوض أحياناً عن فقر التربة بالعناصر الغذائية.

### طبيعة الصخرة الأم أو مادة الأصل
إن الصخرة الأم تحرر كاتيونات معدنية عندما تتآكل تحت تأثير العوامل الطبيعية (التجوية) لهذا يوجد نوع من العلاقة بين نوع الصخرة الأم وغناء التربة الناتجة عنها بالكاتيونات المعدنية.
فالصخور الكلسية الطرية مثل المارن والطباشير تتآكل بسرعة وتعطي أتربة غنية جداً بالكالسيوم الذائب أو القابل للتبادل وهذا له تأثير سيئ على التغذية المعدنية عند النباتات، وهناك صخور فقيرة بالكاتيونات المفيدة مثل الصخر الرملي الذي يحوي على الكوارتس فهو يعطي أتربة فقيرة بالكاتيونات المعدنية أي الأتربة الناتجة عنه قليلة الخصوبة.
يعطي الغرانيت الذي يحتوي على أنفيبول وبلاجيو كلاز أتربة أغنى بالكاتيونات المعدنية من الغرانيت الذي يحتوي على بيوتيت وارثوكلاز الذي ينتج عن تآكلها كميات قليلة من الكاتيونات.
تعطي صخور البازلت بصورة عامة أتربة غنية جداً بالكاتيونات C++ و Mg++ والفوسفور.

### درجة تطور التربة
إن الأتربة المنغسلة بشدة تكون آفاقها العلوية A1A2 فقيرة بالعناصر الغروية وبالقواعد الذائبة والقابلة للتبادل.
أما الأتربة البنية والرندزين، والتشير نوزيوم فتكون أغنى بالكاتيونات في آفاقها العلوية، ولهذا أهمية كبرى في حالة المزروعات ذات الجذور السطحية مثل النجليات وبصورة خاصة إذا كان يوجد في الأتربة المنغسلة أفق B متراص لايسمع انتشار الجذور تكون الأتربة القليلة التطور أو الفتية فقيرة عادة بالنيتروجين ولكنها تحتوي على كمية من الكاتيونات المعدنية نظراً لوجود فلزاتها في طور التحول.

### النشاط البيولوجي للتربة
النشاط البيولوجي في التربة عامل أساسي في خصوبتها فالتربة ليست هي مجموعة من العناصر المعدنية متراكمة فوق بعضها البعض، بل هي وسط حيوي يحتوي بالإضافة إلى العناصر المعدنية على كائنات حية متنوعة نباتية وحيوانية تلعب دوراً كبيراً في تشكل التربة وتطورها فهي تلعب دوراً هاماً في التفاعلات البيوكيميائية التي تجري في التربة والتي ينتج عنها تحول المادة العضوية إلى دبال وتحضير المواد الآزوتية اللازمة لتغذية النباتات وتنشط هذه التفاعلات عندما تكون الشروط الطبيعية (حرارة، تهوية، رطوبة) ملائمة لنشاط هذه الكائنات.